# (163899) 2003 SD220
(163899) 2003 SD220 ist ein erdnaher Asteroid, der die Erdbahn kreuzt und dessen Perihel innerhalb der Venusbahn liegt. 2003 SD220 wurde am 23. September 2003 im Rahmen des LONEOS-Projektes entdeckt.
Der Asteroid bewegt sich in einer 4:3-Bahnresonanz zur Erde, wodurch es alle drei Jahre zu einer Begegnung kommt. Am 24. Dezember 2015 näherte sich 2003 SD220 der Erde auf 11 Millionen Kilometer. Am 22. Dezember 2018 betrug die Distanz lediglich 2,8 Millionen Kilometer. Am 17. Dezember 2021 zog der Asteroid mit einem Abstand von 5,4 Millionen Kilometer nochmals relativ nah an der Erde vorbei. Erst im Jahr 2070 wird es zu einer weiteren engen Begegnung kommen, wenn der Asteroid die Erde in einem Abstand von 2,7 Millionen Kilometer passiert.